# 西森じん
西森 じん（にしもり じん、1997年8月18日 - ）は、日本の女優、女性アイドル。女性アイドルユニット『アイオケ』のメンバー。ミレニアムプロ所属。神奈川県出身。身長158cm。血液型はA型。
愛称はJIN（じん）で、ライブやイベント出演時もこのネームを使用している。

## 来歴・人物
2014年、高校2年生1年間養成所に通う
2015年、オフィスサカイに所属する。
2016年から舞台活動を開始する。『アリス〜不思議の国の物語』のチェシャ猫のミーシャ役で舞台デビュー。
2017年7月「アイドルオーケストラRY's」（現・アイオケ）のメンバーにボーカル担当として加入。JIN名義。
2020年4月19日、浜松オートレース場のイメージガール「浜松オート レースヴィーナス」の7代目に就任。
2022年、ミレニアムプロに所属する。
2024年1月20日、同年3月28日をもって「浜松オート レースヴィーナス」から卒業することを自身のX（旧Twitter）で報告した。
趣味は、テニス、映画鑑賞。ペットに猫を2匹飼っている。猫の名前はかりんとるー。姉兄弟の４人兄弟で双子の妹
。

## 出演

### 舞台
2016年
- 郡司企画Vol.125『アリス〜不思議の国の物語』（4月14日 - 17日、シアターグリーンBOX in BOX THEATER） - 帽子組 ミーシャ 役
- 国連クラシックライブ協会『赤毛のアン』（10月21日 - 23日、東京国際フォーラムホールC、演出：小池雅代） - 少女ルビー 役

2017年
- アリスインプロジェクト『バックイン・ミレニアム』（8月9日 - 16日、新宿村LIVE） - 空組 木南一香 役
- アリスインプロジェクト『スーパーマンガ大戦 Alternative』（11月8日 - 19日、コフレリオ新宿シアター） - 星組 マッド 役

2018年
- ブロードウェイ・バウンズ プロデュース『同窓会〜その怨み晴らして候〜』（7月11日 - 16日、中野ザ・ポケット） - 水谷ミキ 役
- 妖怪コメディ舞台夏休みSP『妖怪アゲアゲフェス！』（8月17日・18日、座・高円寺2）- 山内ナギサ 役

2019年
- AUBE GIRL'S STAGEリーディングライブvol.2『空飛ぶ想い』（10月12日・13日、ざっくんばら屋） - エリカ 役
- 劇団ドリームプリンセス『白と黒の忘年会』（11月2日 - 17日、新宿シアターモリエール） - Cチーム 後藤沙絵 役

2020年
- ものづくり計画『苺と泡沫と二人のスーベニア』（2月5日 - 9日、上野ストアハウス） - 鳥飼芹那 役

2022年
- RAVE☆塾 vol.6『南無阿弥ティアラ~魑魅魍魎の女学園における栄光 とおだぶつの狭間で足掻く姫とホトケの奇想曲~』（11月3日 - 6日、築地本願寺ブディストホール）- Aチーム 主演・中江若菜 役

2023年
- おぶちゃpresents『LALL HOSTEL』（3月29日 - 4月2日、MsmileBox渋谷）- 柳美羅 役
- ライズコミュニケーション『ミュージカル 卓球★ウォーズ』（7月2日 - 4日、浅草花劇場）- Teamチキータ・神野理恵 役

### テレビ番組
- 君を好きになった理由（2016年7月15日・10月29日、NST）[37]
- 迷宮入りするその前に今しか聞けない（2017年、NTV）- 里見京子役[38]
- 逆転人生 （2019年、NHK総合）- レストラン店員役[38]

### ラジオ
※はインターネット配信。
- RY'sのアイオケ♪RADIO（2017年10月9日 - 2019年4月8日、HiBiKi Radio Station）※[39]

### CM
- dTVドコモコンテンツ （2015年）[38]
- みずほ銀行「トレインチャンネル」（2016年）[38]
- TDK歴史みらい館の館内CM（2020年）[38]